# Pyrzyce
Pyrzyce (tysk: Pyritz) er en by i det vestlige Polen, i zachodniopomorskie voivodskab (Stettin Byområdet). Pyrzyce ligger mellem Stargard Szczeciński og Schwedt (Schwedt/Oder).
- befolkning: 12.688 (2006)
- areal: 39 km²

## Natur (omegn)
- 1) Brodogóry Naturreservatet (polsk: Rezerwat Brodogóry)
- 2) Stary Przylep Naturreservatet (polsk: Rezerwat Stary Przylep)

## Turisme

### Seværdigheder (by)
- Kirke (14. århundrede)
- Kirke (15. århundrede)
- Rådhus
- Bymur

## Byer ved Pyrzyce
- Stargard Szczeciński
- Lipiany
- Choszczno
- Gryfino
- Cedynia
- Trzcińsko - Zdrój
- Moryń
- Mieszkowice
- Schwedt (Schwedt/Oder, Tyskland)
- Myślibórz

## Landsbyer ved Pyrzyce
- Przelewice
- Żabów
- Bielice
- Banie